# Jamie Bernstein
Jamie Anne Maria Bernstein (New York, 1952) è un'attrice, regista e sceneggiatrice statunitense.
Figlia del compositore Leonard Bernstein, ha anche un fratello, Alexander, e una sorella, Nina.

## Biografia
Ispirata dall'impulso permanente di suo padre a condividere e insegnare, Jamie ha escogitato diversi modi per comunicare la propria eccitazione per la musica orchestrale. A partire da 15 anni fa con "The Bernstein Beat", un concerto di famiglia sulla musica di suo padre modellato sui suoi rivoluzionari concerti per giovani, Jamie ha continuato a progettare, scrivere e narrare concerti per il pubblico mondiale di tutte le età sulla musica di Mozart, Copland, Stravinsky e molti altri.
Jamie crea e narra due concerti educativi all'anno con la New World Symphony a Miami. Questi "Discovery Concerti" coinvolgenti e informali sono appositamente progettati per attirare un pubblico di tutte le età che ha meno familiarità con i concerti. Jamie viaggia per il mondo come narratore di concerti, apparendo ovunque da Pechino a Londra a Vancouver. Relatore frequente di argomenti musicali, Jamie ha presentato conferenze in tutto il mondo, dalle conferenze in Giappone ai seminari presso l'Università di Harvard. In luoghi di lingua spagnola come Madrid e Caracas, Jamie narra in spagnolo - grazie alla madre cilena, Felicia Montealegre, che ha cresciuto i suoi figli in modo bilingue.
Nel suo ruolo di emittente televisiva, Jamie ha prodotto e ospitato spettacoli per stazioni radio negli Stati Uniti e in Gran Bretagna. Ha presentato le trasmissioni radiofoniche nazionali in diretta della New York Philharmonic, nonché trasmissioni in diretta da Tanglewood. Jamie è la co-regista di un documentario cinematografico, Crescendo: the Power of Music - che si concentra sui bambini nelle comunità urbane in difficoltà che partecipano a programmi di orchestra giovanile per la trasformazione sociale ispirati dal rivoluzionario movimento El Sistema del Venezuela. Il film ha vinto numerosi premi sul circuito del festival ed è ora visibile su Netflix.
Jamie ha anche diretto l'opera da camera di suo padre, Trouble in Tahiti, in varie località del paese, tra cui il Moab Music Festival e il Festival del Sole a Napa, in California ed ha scritto un libro di memorie sul padre, Famous Father Girl, pubblicato da HarperCollins il 12 giugno 2018.
Jamie scrive anche articoli e poesie, che sono apparsi in pubblicazioni come Symphony, DoubleTake, Gourmet, Opera News e Musical America, ed edita anche "Prelude, Fugue & Riffs", una newsletter su questioni ed eventi riguardanti l'eredità di suo padre e col nome tratto da una famosa composizione del padre.

## Filmografia

### Cinema
Attrice
- Amore senza fine (Endless Love), regia di Franco Zeffirelli (1981), nel ruolo di Susan

Regista
- Crescendo: the Power of Music (2014)

### Televisione
- Beatles '64 (2024)